# Параскеви Панду
Параскеви Панду (на гръцки: Παρασκευή Πάντου) e гръцка просветна деятелка и революционерка от Македония.

## Биография
Параскеви Панду има европейско образование и е женена за германец. Частна учителка е в семейството на американския консул Периклис Хадзилазару. Става активна деятелка на гръцката въоръжена пропаганда в Македония и развива активна шпионска дейност.